# Eupholus albofasciatus
Eupholus albofasciatus es una especie de escarabajo del género Eupholus, familia Curculionidae. Fue descrita científicamente por Heller en 1910.
Habita en Papúa Nueva Guinea.